# José Antonio Medina Henríquez
José Antonio Medina Henríquez (5 de septiembre de 1956) es un médico traumatólogo grancanario, especialista en cirugía de la mano.

## Vida y formación
Nació en Las Cuevas, Artenara (Gran Canaria, Canarias, España), el 5 de septiembre de 1956. Cursó estudios primarios en las escuelas unitarias del mencionado municipio grancanario. Es doctor en Medicina por la Universidad de Santiago de Compostela. Estudió Medicina gracias a becas, siguiendo los pasos de su hermano mayor.
Actualmente, es Jefe del Servicio de Cirugía Ortopédica y Traumatología del Complejo Hospitalario Insular Materno Infantil de Gran Canaria, especialista en la cirugía del miembro superior, malformaciones congénitas de la mano, tetraplejias y espasticidad y parálisis cerebral. Asimismo, es profesor asociado de la Universidad de Las Palmas de Gran Canaria.
Dirige la Unidad de Cirugía de la Mano del Hospital Universitario Insular de Gran Canaria, donde se realizan unas 600 operaciones al año y es centro de referencia en malformaciones congénitas de la población infantil.
Se especializó en cirugía de la mano en Francia, donde conoció a su gran mentor Guy Foucher, uno de los cirujanos de la mano más reconocidos del mundo.